# Élisabeth Rey
Pour les articles homonymes, voir Rey.
Élisabeth Rey est une actrice française connue pour son rôle dans le film Le Vieil Homme et l'Enfant jouant Dinou, la copine de Claude. Elle est également apparue dans le film La mariée était en noir jouant Julie quand elle était enfant. De nos jours, elle apparaît notamment dans des séries espagnoles telles que Pratos combinados ou encore Telediario.